# Косовський повіт

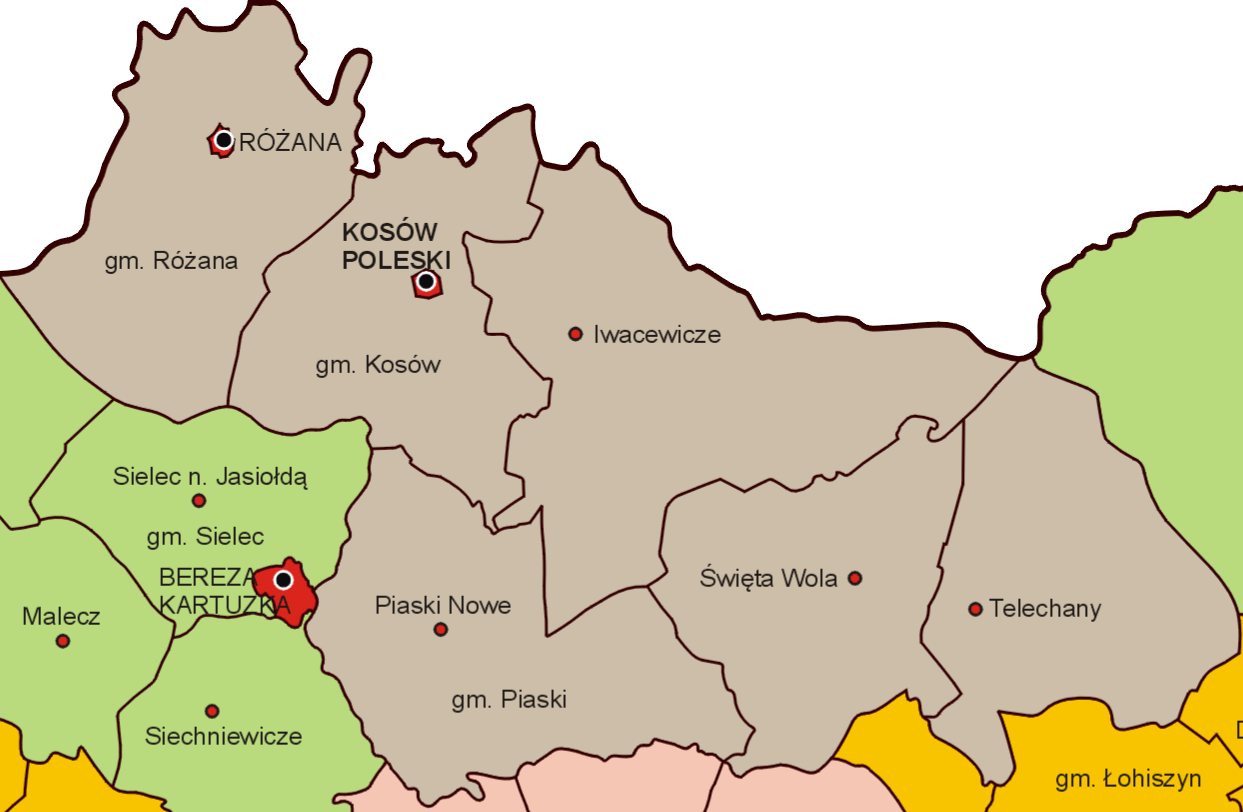
Косовський повіт

Косовський повіт Поліського воєводства (пол. Powiat kosowski) — адміністративно-територіальна одиниця у складі Поліського воєводства II Речі Посполитої. Повітове місто — Косово. Повіт складався з 6 сільських гмін і 2 міських. 
Утворений 12 грудня 1920 року після окупації Полісся поляками з гмін колишніх: 
- Слонімського повіту — Ружана, Косув, Боркі-Гічице (колишні Боркинська волость і Гачицька волость) і Пяскі
- Пінського повіту — Сьвєнто Воля і Телєхани.

## Адміністративний поділ
1 квітня 1927 р. село Соколівка передане з гміни Телєхани у гміну Пожече Пінського повіту.

### Сільські гміни
- Боркі-Гічице (до 1931)
- Івацевіче (від 1931)
- Косув
- Пяскі
- Ружана
- Сьвєнто Воля
- Телєхани

### Міські гміни
- Косово
- Ружани

19 лютого 1921 р. включений до новоутвореного Поліського воєводства.
1 квітня 1935 р. центр повіту перенесено в Івацевичі, а повіт перейменовано на Івацевицький.